# ألفونس دس غوتز
ألفونس دس غوتز (بالفرنسية: Alphonse Goetz)‏ هو لاعب شطرنج فرنسي، ولد في 15 مارس 1865 في ستراسبورغ في فرنسا، وتوفي في 12 يوليو 1934 في Chaumont-en-Vexin ‏ في فرنسا.

## وصلات خارجية
- ألفونس دس غوتز على موقع مباريات الشطرنج (الإنجليزية)
- ألفونس دس غوتز على موقع 365Chess.com (الإنجليزية)